# Portishead (Band)
Portishead ist eine britische Band der elektronischen Musik. Sie wurde 1991 in Bristol gegründet und zählt zu den Pionieren des Trip-Hop.

## Mitglieder
Portishead besteht aus Geoff Barrow (Arrangements), Beth Gibbons (Gesang), Adrian Utley (Gitarre und Synthesizer) und Dave McDonald (Toningenieur). Live werden Portishead zusätzlich von Andy Smith (DJ), Clive Deamer (Schlagzeug und Percussion), John Baggot (Keyboards) und Jim Barr (Bass) unterstützt.

## Bandgeschichte

### Gründung
Geoff Barrow stammt aus der kleinen Stadt Portishead und war im nahegelegenen Bristol als Studioangestellter an der Produktion des ersten Massive-Attack-Albums beteiligt: Er sorgte für Tee und durfte ab und zu die Aufnahmegeräte bedienen. Barrow wurde von allen „the guy from Portishead“ genannt. Das brachte ihn auf die Idee, seinem eigenen Projekt diesen Namen zu geben.
1991 traf Barrow auf Beth Gibbons, die ab und zu kleine Auftritte in Bars hatte, ansonsten aber in einer Werbeagentur tätig war. Im Coach House Studio nahmen sie zusammen mit Jazz-Gitarrist Adrian Utley ihre erste Session auf: Sour Times.
Im Frühjahr 1993 nahm die Band zusammen mit Toningenieur Dave McDonald eine 3-Track-Demo auf (Sour Times, It’s a Fire und It Could Be Sweet). Noch im selben Jahr wurden sie vom Label Go! Beat unter Vertrag genommen.

### Dummy
Das Debütalbum Dummy erschien im Oktober 1994, erreichte Platz 2 der UK-Albumcharts und erhielt den Mercury Music Prize für das beste Album des Jahres. Der Rolling Stone führt dieses Album in der Liste der 500 besten Alben aller Zeiten auf.
Im Zusammenhang mit diesem Album tauchte auch zum ersten Mal die Bezeichnung Trip-Hop auf. Dabei handelt es sich aber um die Idee eines Musikjournalisten. Die Band selbst konnte sich nie damit identifizieren und hat ihre Musik auch nie so bezeichnet.
Vor allem auch mit ihren atmosphärischen Videoclips zu den ersten Auskopplungen Glory Box und Sour Times schafften sie es, die Aufmerksamkeit über die Trip-Hop-Szene Bristols hinaus auf sich zu ziehen. Glory Box stieg in England sofort auf Platz 13 der Singlecharts ein, ohne jemals vorher im Radio gespielt worden zu sein. Zur gleichen Zeit schaffte Sour Times den Sprung über den Atlantik in die reguläre Clipschleife des US-amerikanischen Musiksenders MTV und wurde innerhalb weniger Wochen zu einem großen Erfolg in den USA. Portishead waren somit die erste Band, die den Musikstil Trip-Hop von den Szeneclubs Bristols bis nach Amerika trugen. Auf das Fundament langsamer und schleppender Beats bauten sie einen melancholisch atmosphärischen und neuartigen Sound. Die Musik von Portishead enthält oft Anleihen aus dem Hip-Hop-Bereich. Es gibt ähnliche Backgrounds, entspannte Beats, Samples und Scratching. Viele Bands wurden davon inspiriert. Dazu gehören zum Beispiel die Sneaker Pimps, Baxter und Lamb.

### Portishead
Nach diesen Erfolgen nahmen sich Portishead mehrere Jahre Zeit, um an ihrem zweiten Album Portishead zu arbeiten. Es erschien im September 1997 in England und wenig später auch in Deutschland. Portishead arbeiteten bei ihrem neuen Werk ausschließlich mit Samples, die sie selbst eingespielt hatten. Verspieltere Klänge traten eher zurück und wichen tieferen, sphärigeren und stellenweise düstereren Passagen. Auch Portishead gilt als Meilenstein der Trip-Hop-Geschichte.

### Roseland NYC Live
Nach einer überaus erfolgreichen Tour veröffentlichte die Band 1998 ein Livealbum. Der Großteil des Albums besteht aus Aufnahmen eines Konzertes vom 24. Juli 1997 im Roseland Ballroom in New York. Die Aufnahmen von Roads und Sour Times auf dem Album stammen von Festivalauftritten. Die Band wurde auf der gesamten Tour von Musikern des New Yorker Symphonieorchesters verstärkt. Das vollständige Roseland-Konzert ist auch auf Video (VHS), sowie später als DVD (unter dem leicht abgewandelten Titel Roseland New York) erschienen und wurde dabei ergänzt um alle bis dahin erschienenen Portishead-Musikvideos, mit Ausnahme von Glory Box.

### Soloprojekte
1999 spielten Portishead mit Tom Jones den Song Motherless Child auf dessen Album Reload ein. Auf diesem Album covert Tom Jones auch Portisheads All Mine.
Adrian Utley veröffentlichte 1999 zusammen mit Mount Vernon Arts Lab das Album Warminster.
Im Februar 2003 veröffentlichte Beth Gibbons zusammen mit dem ehemaligen Talk-Talk-Bassisten Paul Webb (unter dem Pseudonym „Rustin Man“) das Album Beth Gibbons & Rustin Man – Out of Season. Außerdem trug Beth Gibbons den kompletten Soundtrack zu dem französischen Film L’Annulaire von Diane Bertrand bei.
Im Rahmen eines Benefizkonzerts zu Gunsten der Opfer der Tsunami-Katastrophe im Dezember 2004 traten Portishead am 19. Februar 2005 zum ersten Mal seit 1998 in Bristol (Carling Academy) live auf. Es war eine 40-minütige Performance mit alten Songs sowie einer gemeinsamen Performance der Tracks Karma Coma (Portishead Experience Remix) und Glory Box mit Massive Attack.
Im Mai 2006 veröffentlichten Portishead den Song Requiem for Anna (Un Jour Comme Un Autre – Anna) auf dem Tributealbum Monsieur Gainsbourg Revisited, auf welchen auch Künstler wie Kid Loco, Tricky und Placebo Titel von Serge Gainsbourg coverten.
Am 25. Februar 2007 traten Portishead ohne Vorankündigung während eines als DJ-Set von Geoff Barrow angekündigten Grumpy-Man-Clubabends in Bristol in Mr. Wolf’s Noodle Bar auf und spielten zwei Songs – eine neue Version von Wandering Star und einen bisher namenlosen Song. Die neue Liveversion von Wandering Star wurde von der Band auf ihrer YouTube-Seite veröffentlicht.
Vom 7. bis 9. Dezember 2007 fand im britischen Küstenort Minehead in West Somerset in der Nähe von Bristol ein Festival mit Portishead als Headliner statt. Im Rahmen dieses Festivals ist die Gruppe erstmals seit 10 Jahren wieder mit einem vollen Liveprogramm und neuem Songmaterial aufgetreten, darunter fünf bisher unveröffentlichten Titeln: Mystic (The Rip), Peaches (We Carry On), Hunter, Wicca (Silence) und Machine Gun. Der Track Machine Gun wurde der erste Singlerelease zum neuen Album Third.
Am 7. Mai 2012 veröffentlichte Geoff Barrow sein Album Drokk: Music Inspired by Mega-City One in Zusammenarbeit mit Ben Salisbury („Drokk“ ist im Judge-Dredd-Universum der Begriff für alles Übel, welches Mega-City beherbergt).

### Third
Seit Anfang 2004 gab es gelegentlich Aussagen von Bandmitgliedern, dass ein neues Album herauskommen solle. Später bestätigten sowohl Sängerin Beth Gibbons als auch Geoff Barrow die Arbeit an einem neuen Album, und es wurde eine offizielle MySpace-Seite unter dem Namen Portisheadalbum3 angelegt, die von Geoff Barrow betreut wurde. Geplante Fertigstellungstermine wurden über Jahre immer wieder verschoben. Im Dezember 2007 wurden dann fünf neue Songs beim ATP-Festival vorgestellt.
Nachdem am 19. März 2008 das komplette Album in Berlin der Presse vorgeführt wurde, erschien es am 25. April 2008 unter dem Titel Third. Es war das erste Portishead-Album seit über 10 Jahren und bedeutete musikalisch eine Abkehr vom Trip-Hop hin zur elektronischen Avantgarde.
In Internettauschbörsen kursierte bereits seit einiger Zeit mehrfach Musik, die als Portisheads „unveröffentlichtes“ drittes Album bezeichnet wurde. Diese Zusammenstellung von Songs trug zunächst den Namen Pearl und später mit überwiegend derselben Musik, aber anderen Tracktiteln, Alien. Tatsächlich handelte es sich in beiden Fällen aber um das Debütalbum der durchaus ähnlich klingenden Band Mandalay, gelegentlich mit 1–2 Titeln anderer Bands ergänzt.

## Sonstiges
Geoff Barrow betreibt nebenbei noch das Label Invada Records. Darauf wurden bislang u. a. Crippled Black Phoenix, Gonga und Thought Forms veröffentlicht.
Am 10. Dezember (Internationaler Tag der Menschenrechte) 2009 wurde die Single Chase the Tear veröffentlicht. Alle Erlöse kamen Amnesty International zugute. Am 14. November 2011 erschien eine limitierte Version auf Vinyl. Am 5. Oktober 2011 spielte Portishead den Song live in der Show Late Night with Jimmy Fallon.
Für den Film High-Rise steuerte Portishead eine Coverversion des ABBA-Songs SOS bei. Das Musikvideo endet mit einem Zitat der britischen Politikerin Jo Cox, die am 16. Juni 2016 ermordet worden war.
Nach einer seit 2015 andauernden Pause, trat die Band am 2. Mai 2022 auf einem Benefizkonzert für die Ukraine zum ersten Mal wieder live auf.

## Diskografie

### Studioalben
| Jahr | Titel      | Höchstplatzierung, Gesamtwochen, AuszeichnungChartplatzierungen (Jahr, Titel, Platzierungen, Wochen, Auszeichnungen, Anmerkungen) | Höchstplatzierung, Gesamtwochen, AuszeichnungChartplatzierungen (Jahr, Titel, Platzierungen, Wochen, Auszeichnungen, Anmerkungen) | Höchstplatzierung, Gesamtwochen, AuszeichnungChartplatzierungen (Jahr, Titel, Platzierungen, Wochen, Auszeichnungen, Anmerkungen) | Höchstplatzierung, Gesamtwochen, AuszeichnungChartplatzierungen (Jahr, Titel, Platzierungen, Wochen, Auszeichnungen, Anmerkungen) | Höchstplatzierung, Gesamtwochen, AuszeichnungChartplatzierungen (Jahr, Titel, Platzierungen, Wochen, Auszeichnungen, Anmerkungen) | Anmerkungen                              |
| Jahr | Titel      | DE | AT | CH | UK | US | Anmerkungen                              |
| ---- | ---------- | --- | --- | --- | --- | --- | ---------------------------------------- |
| 1994 | Dummy      | DE45 (19 Wo.)DE | — | CH26 Gold · (16 Wo.)CH | UK2 ×3Dreifachplatin · (111 Wo.)UK                                                                                                | US79 Gold · (17 Wo.)US | Erstveröffentlichung: 22. August 1994    |
| 1997 | Portishead | DE7 (18 Wo.)DE | AT6 (9 Wo.)AT | CH11 Gold · (8 Wo.)CH | UK2 Platin · (27 Wo.)UK | US21 (16 Wo.)US | Erstveröffentlichung: 29. September 1997 |
| 2008 | Third      | DE6 (11 Wo.)DE | AT4 (11 Wo.)AT | CH2 (12 Wo.)CH | UK2 Gold · (9 Wo.)UK | US7 (11 Wo.)US | Erstveröffentlichung: 28. April 2008     |

### Livealben
| Jahr | Titel             | Höchstplatzierung, Gesamtwochen, AuszeichnungChartplatzierungen (Jahr, Titel, Platzierungen, Wochen, Auszeichnungen, Anmerkungen) | Höchstplatzierung, Gesamtwochen, AuszeichnungChartplatzierungen (Jahr, Titel, Platzierungen, Wochen, Auszeichnungen, Anmerkungen) | Höchstplatzierung, Gesamtwochen, AuszeichnungChartplatzierungen (Jahr, Titel, Platzierungen, Wochen, Auszeichnungen, Anmerkungen) | Höchstplatzierung, Gesamtwochen, AuszeichnungChartplatzierungen (Jahr, Titel, Platzierungen, Wochen, Auszeichnungen, Anmerkungen) | Höchstplatzierung, Gesamtwochen, AuszeichnungChartplatzierungen (Jahr, Titel, Platzierungen, Wochen, Auszeichnungen, Anmerkungen) | Anmerkungen |
| Jahr | Titel             | DE | AT | CH | UK | US | Anmerkungen |
| ---- | ----------------- | --- | --- | --- | --- | --- | --- |
| 1998 | Roseland NYC Live | DE7 (6 Wo.)DE | AT25 (1 Wo.)AT | CH15 (1 Wo.)CH | UK40 Silber · (3 Wo.)UK | US155 (1 Wo.)US | Erstveröffentlichung: 2. November 1998 25th Anniversary Edition: 26. April 2024 Charteintritt in AT und CH sowie Höchstplatzierung in DE erst 2024 |

### Kompilationen
- 1995: Glory Times
- 1995: The Rebirth of Cool Phive

### Singles
| Jahr | Titel Album         | Höchstplatzierung, Gesamtwochen, AuszeichnungChartplatzierungen (Jahr, Titel, Album, Platzierungen, Wochen, Auszeichnungen, Anmerkungen) | Höchstplatzierung, Gesamtwochen, AuszeichnungChartplatzierungen (Jahr, Titel, Album, Platzierungen, Wochen, Auszeichnungen, Anmerkungen) | Höchstplatzierung, Gesamtwochen, AuszeichnungChartplatzierungen (Jahr, Titel, Album, Platzierungen, Wochen, Auszeichnungen, Anmerkungen) | Anmerkungen                             |
| Jahr | Titel Album         | CH | UK | US | Anmerkungen                             |
| ---- | ------------------- | --- | --- | --- | --------------------------------------- |
| 1994 | Sour Times Dummy    | — | UK13 Silber · (8 Wo.)UK | US53 (9 Wo.)US | Erstveröffentlichung: 1. August 1994    |
| 1995 | Glory Box Dummy     | — | UK13 Platin · (8 Wo.)UK | — | Erstveröffentlichung: 2. Januar 1995    |
| 1997 | All Mine Portishead | CH42 (1 Wo.)CH | UK8 (5 Wo.)UK | — | Erstveröffentlichung: 8. September 1997 |
| 1997 | Over Portishead     | — | UK25 (2 Wo.)UK | — | Erstveröffentlichung: 10. November 1997 |
| 1998 | Only You Portishead | — | UK35 (2 Wo.)UK | — | Erstveröffentlichung: 2. März 1998      |
| 2008 | Machine Gun Third   | — | UK52 (3 Wo.)UK | — | Erstveröffentlichung: 24. März 2008     |

Weitere Singles
- 1994: Numb
- 2008: The Rip
- 2008: Magic Doors
- 2009: Chase the Tear

### Remixes
- 1993: Depeche Mode – In Your Room (The Jeep Rock Mix)
- 1993: Depeche Mode – Walking In My Shoes (Grungy Gonads Mix)
- 1993: Gabrielle – Going Nowhere (Portishead Mix)
- 1993: Whores of Babylon – Fall of Agade (Portishead Remix)
- 1994: Earthling – 1st Transmission (Portishead’s Earthead Mix)
- 1994: The Federation – Rusty James (Portishead Remix)
- 1994: Gravediggaz – Nowhere to Run, Nowhere to Hide (Portishead Remix)
- 1994: Paul Weller – Wild Wood (The Sheared Wood Remix)
- 1994: Primal Scream – Give Out But Don’t Give Up (Portishead Remix)
- 1994: Ride – Moonlight Medicine (Portishead’s Ride on the Wire Mix)
- 1994: Sabres of Paradise – Planet D (Portishead Remix)
- 1994: U.N.K.L.E. – The Time Has Come (Portishead Plays Unkle Mix)
- 1995: Earthling – Nefisa (Portishead Mix)
- 1995: Junkwaffel – Mudskipper (Portishead So-So Mix)
- 1995: Massive Attack – Karmacoma (Portishead Experience)
- 1995: Nine – Whutcha Want (Portishead Mix)
- 1997: Natalie Imbruglia – Leave Me Alone (Portishead Remix)
- 1999: Baby Namboos – Ancoats 2 Zambia (Geoff Barrow Remix)
- 1999: Something for Kate – Easy (Mr Barrow and Mr Yates Surfin’ for Kate Remix)
- 2002: Machine Gun Fellatio – Horny Blonde 40 (Portishead Remix)
- 2015: ABBA – S.O.S. – (Portishead Remix)

### Live-Sets
- 1995: Essential Mix – Sounds City Week from Bristol

## Auszeichnungen für Musikverkäufe
| Goldene Schallplatte - Australien - 1997: für das Album Portishead - Italien - 2024: für das Album Portishead - 2024: für die Single Glory Box - Kanada - 1997: für das Album Portishead | Platin-Schallplatte - Belgien - 2006: für das Album Portishead - Europa - 2007: für das Album Portishead - Kanada - 1997: für das Album Dummy 2× Platin-Schallplatte - Europa - 2007: für das Album Dummy - Neuseeland - 1998: für das Album Dummy - 1998: für das Album Portishead |

Anmerkung: Auszeichnungen in Ländern aus den Charttabellen bzw. Chartboxen sind in ebendiesen zu finden.
| Land/RegionAuszeichnungen für Musikverkäufe (Land/Region, Auszeichnungen, Verkäufe, Quellen) | Silber     | Gold     | Platin       | Verkäufe    | Quellen         |
| -------------------------------------------------------------------------------------------- | ---------- | -------- | ------------ | ----------- | --------------- |
| Australien (ARIA)                                                                            | —          | Gold1    | —            | 35.000      | aria.com.au     |
| Belgien (BRMA)                                                                               | —          | —        | Platin1      | 50.000      | ultratop.be     |
| Europa (IFPI)                                                                                | —          | —        | 3× Platin3   | (3.000.000) | ifpi.org        |
| Italien (FIMI)                                                                               | —          | 2× Gold2 | —            | 75.000      | fimi.it         |
| Kanada (MC)                                                                                  | —          | Gold1    | Platin1      | 150.000     | musiccanada.com |
| Neuseeland (RMNZ)                                                                            | —          | —        | 4× Platin4   | 60.000      | Einzelnachweise |
| Schweiz (IFPI)                                                                               | —          | 2× Gold2 | —            | 50.000      | hitparade.ch    |
| Vereinigte Staaten (RIAA)                                                                    | —          | Gold1    | —            | 500.000     | riaa.com        |
| Vereinigtes Königreich (BPI)                                                                 | 2× Silber2 | Gold1    | 5× Platin5   | 2.160.000   | bpi.co.uk       |
| Insgesamt                                                                                    | 2× Silber2 | 8× Gold8 | 14× Platin14 |             |                 |